# Lyriothemis cleis
Lyriothemis cleis is een libellensoort uit de familie van de korenbouten (Libellulidae), onderorde echte libellen (Anisoptera).
De soort staat op de Rode Lijst van de IUCN als niet bedreigd, beoordelingsjaar 2010.
De wetenschappelijke naam Lyriothemis cleis is voor het eerst geldig gepubliceerd in 1868 door Brauer.